# Lista do Patrimônio Mundial na Geórgia
A Organização das Nações Unidas para a Educação, a Ciência e a Cultura (UNESCO) propôs um plano de proteção aos bens culturais do mundo, através do Comité sobre a Proteção do Património Mundial Cultural e Natural, aprovado em 1972. Esta é uma lista do Patrimônio Mundial existente na Geórgia, especificamente classificada pela UNESCO e elaborada de acordo com dez principais critérios cujos pontos são julgados por especialistas na área. A Geórgia, país que concentra grande legado de arte românica e medieval, ratificou a convenção em 4 de novembro de 1992, tornando seus locais históricos elegíveis para inclusão na lista.
Os sítios Monumentos Históricos de Misqueta e Catedral de Bagrati e Mosteiro de Guelati foram os primeiros locais da Geórgia incluídos na lista do Patrimônio Mundial da UNESCO por ocasião da 18ª Sessão do Comitè do Património Mundial, realizada em Phuket (Tailândia) em 1994. Desde a mais recente adesão à lista, a Geórgia totaliza 4 sítios classificados como Patrimônio da Humanidade, sendo 3 deles de classificação cultural e somente 1 de classificação natural. 

## Bens culturais e naturais
A Geórgia conta atualmente com os seguintes lugares declarados como Patrimônio da Humanidade pela UNESCO:
| | Monumentos Históricos de Misqueta |
| Bem cultural inscrito em 1994. |                                   |
| Localização: Misqueta-Montanhas |                                   |
| As igrejas históricas de Misqueta, capital do antigo reino da Geórgia, são exemplos excepcionais de arquitetura religiosa medieval na região do Cáucaso. Eles testemunham ao alto nível alcançado pelas artes e cultura naquele reino. (UNESCO/BPI) |                                   |

| Ficheiro:2014 Imeretia, Guelati, Monastyr Guelati (16).jpg | Catedral de Bagrati e Mosteiro de Guelati |
| Ficheiro:2014 Imeretia, Guelati, Monastyr Guelati (16).jpg | Bem cultural inscrito em 1994, modificado em 2007. |
| Ficheiro:2014 Imeretia, Guelati, Monastyr Guelati (16).jpg | Localização: Imereti |
| Ficheiro:2014 Imeretia, Guelati, Monastyr Guelati (16).jpg | A Catedral de Bagrati é batizada em homenagem a Bagrati III, o primeiro rei da Geórgia unificada. Construída entre o final do século X e o início do décimo século, esta igreja foi parcialmente destruída pelos turcos em 1691. Suas ruínas estão preservadas no centro da cidade de Kutaisi. Os principais edifícios do Mosteiro de Guelati foram construídos entre os séculos XII e XVII e formam um conjunto bem preservado, com numerosos mosaicos e pinturas de parede. A catedral e o mosteiro são expoentes do florescimento da arquitetura medieval na Geórgia. (UNESCO/BPI) |

| | Suanécia |
| Bem cultural inscrito em 1996. |          |
| Localização: Mingrélia-Alta Suanécia |          |
| Preservada graças ao seu isolamento prolongado, a região caucasiana do Alto Suanécia possui uma paisagem montanhosa excepcional e numerosas aldeias características da Idade Média com casas fortes equipadas com torres. A vila de Chazhashi ainda possui mais de duzentos desses edifícios originais, destinados a servir como casas e fortes para se defender contra os invasores que ameaçavam a região. (UNESCO/BPI) |          |

| | Terras e Florestas Úmidas da Cólquida |
| Bem natural inscrito em 2021. |                                       |
| Localização: Mingrélia-Alta Suanécia |                                       |
| A propriedade compreende sete partes componentes, dentro de um corredor de 80km de comprimento ao longo da costa leste quente e extremamente úmida do Mar Negro. Eles fornecem uma série dos ecossistemas colchicos mais típicos em altitudes que variam do nível do mar a mais de 2.500 metros acima dele. Os principais ecossistemas são antigas florestas tropicais e pântanos colchicos antigos, pântanos de percolação e outros tipos de lama da distinta região da lama colchônica. As florestas tropicais extremamente úmidas de larga saída compreendem uma flora e fauna altamente diversificadas, com densidades muito altas de espécies endêmicas e relíquias, com um número significativo de espécies ameaçadas globalmente e espécies relíquias, que sobreviveram aos ciclos glaciais do Terciário. O local abriga aproximadamente 1.100 espécies de plantas vasculares e não vasculares, incluindo 44 espécies de planos vasculares ameaçadas, e quase 500 espécies de vertebrados, e um alto número de espécies de invertebrados. O local também abriga 19 espécies animais ameaçadas, incluindo esturjão, notadamente o esturjão colchico criticamente ameaçado. É uma escala fundamental para muitas aves ameaçadas globalmente que migram através do gargalo de Batumi. (UNESCO/BPI) |                                       |

## Lista Indicativa
Em adição aos sítios inscritos na Lista do Patrimônio Mundial, os Estados-membros podem manter uma lista de sítios que pretendam nomear para a Lista de Patrimônio Mundial, sendo somente aceitas as candidaturas de locais que já constarem desta lista. Desde 2021, a Geórgia possui 14 locais na sua Lista Indicativa.
| Sítio                                      | Imagem | Localização        | Ano  | Dados UNESCO                           | Descrição |
| ------------------------------------------ | ------ | ------------------ | ---- | -------------------------------------- | --- |
| Catedral de Alaverdi                       |        | Caquécia           | 2007 | Cultural: (iv)(vi_                     | A Catedral foi construída na primeira metade do século XI no local de um mosteiro datado do século VI. Com altura de 50 metros (160 pés), é a mais alta catedral da Geórgia e possui um interior amplo. O complexo é circundado por uma muralha defensiva. |
| Ananuri                                    |        | Misqueta-Montanhas | 2007 | Cultural: (iii)                        | O complexo do Castelo de Ananuri, construído no século XVII, está localizado na Estrada Militar Georgiana. Compreende diversas igrejas de finas pinturas murais e relevos. A Igreja da Virgem é o local de sepultamento dos eristavis (Duques) de Araguevi. |
| Complexo monasterial de David Gareja       |        | Caquécia           | 2007 | Misto: (i)(ii)(iii)(iv)(v)(vi)(vii)(x) | O complexo ortodoxo georgiano compreende 19 mosteiros medievais com cerca de 5.000 aposentos para monges. Os primeiros mosteiros foram fundados no século VI por São David Gareja, um dos Treze Padres Assírios que vieram para a Geórgia. Os mosteiros tiveram seu auge entre os séculos X e XIII, declinaram após as invasões mongóis e viram um renascimento em menor escala nos séculos XVII e XVIII. Murais de diferentes períodos foram preservados nas igrejas bem como vestígios de assentamentos da Idade do Bronze e do Ferro também foram encontrados na área. |
| Sítio arqueológico do hominídeo de Dmanisi |        | Baixa Ibéria       | 2007 | Cultural: (iii)(v)                     | Os vestígios de hominídeos encontrados em Dmanisi pertencem a alguns dos primeiros fósseis de hominídeos fora da África. As escavações estão em andamento desde 1983 com a descoberta de crânios, presas, artefatos de pedra e ossos de animais. Os achados foram datados de 1,75 milhão de anos atrás e representam uma etapa importante na evolução humana. |
| Igreja dos Arcanjos e Torre Real de Gremi  |        | Caquécia           | 2007 | Cultural: (iii)(iv)                    | Gremi, uma cidade na Rota da Seda, foi a capital do Reino da Caquécia até ser destruída pelo Xá Abas I no século XVII e deixada em ruínas. A Igreja dos Arcanjos foi encomendada em 1565 pelo Rei Levan e representa uma evolução da arquitetura eclesiástica georgiana. |
| Igreja de Kvetera                          |        | Caquécia           | 2007 | Cultural: (iii)(iv)                    | A Igreja de Kvetera foi construída no século X dentro de um complexo de fortalezas. Arquitetonicamente, é um derivado da Igreja de Jvari, em Misqueta. É uma pequena igreja com planta em cruz inscrita contando com com quatro nichos entre as absides. |
| Mta-Tusheti                                |        | Caquécia           | 2007 | Misto: (iv)(v)(vii)(x)                 | Mta-Tusheti é uma região nas encostas das montanhas do Cáucaso. Os habitats nas encostas das montanhas variam de florestas para prados altos até a zona subnive, e cada um abriga uma variedade de animais e plantas. A arquitetura vernácula da região é caracterizada por edifícios semelhantes a fortalezas, semelhantes aos da Suanécia. |
| Catedral de Nikortsminda                   |        | Racha-Lechúmia     | 2007 | Cultural: (ii)(iv)                     | A Catedral de Nikortsminda, um dos monumentos medievais mais importantes da Geórgia, foi construída no início do século XI durante o reinado de Pancrácio III. A igreja possui planta hexagonal e é decorada com relevos de temas religiosos. O interior é decorado com pinturas dos séculos XVI e XVII. |
| Catedral de Samtavisi                      |        | Ibéria Interior    | 2007 | Cultural: (iv)                         | A Catedral de Samtavisi foi construída em 1030 e passou por uma grande reforma no século XV, incluindo a reconstrução da cúpula e da parede ocidental. Tendo em conta o desenvolvimento arquitetônico, a catedral introduziu um novo estilo de decoração, com uma grande cruz ornamental na fachada nascente e um padrão losangular. |
| Shatili                                    |        | Misqueta-Montanhas | 2007 | Cultural: (v)                          | Shatili é uma vila montanhesca a uma altitude de 1.400 metros, localizada no desfiladeiro do rio Argun. A aldeia é um complexo de fortalezas, com edifícios que servem tanto a funções residenciais como de defesa. A vila data do final do período medieval e início da era moderna. |
| Centro histórico de Tiblíssi               |        | Tiblíssi           | 2007 | Cultural: (ii)(iii)(iv)(v)(vi)         | Tiblíssi, a capital da Geórgia, era uma importante cidade na Rota da Seda e um importante centro regional do Cáucaso. Foi fundada no século V e esteve marcada por influências de diferentes culturas. A cidade está localizada às margens do rio Cura e sua paisagem é dominada pela Fortaleza Narikala. Sua arquitetura típica é notória pelas sacadas e pátios abertos das residências. |